# رافاييل خوسيه
رافاييل خوسيه (بالإنجليزية: Rafael José)‏ هو مغني أمريكي، ولد في 22 أبريل 1955 في Manatí, Puerto Rico ‏ في الولايات المتحدة.

## وصلات خارجية
- رافاييل خوسيه على موقع IMDb (الإنجليزية)
- رافاييل خوسيه على موقع قاعدة بيانات الفيلم (الإنجليزية)
- رافاييل خوسيه على موقع كينوبويسك (الروسية)